# Hexenring

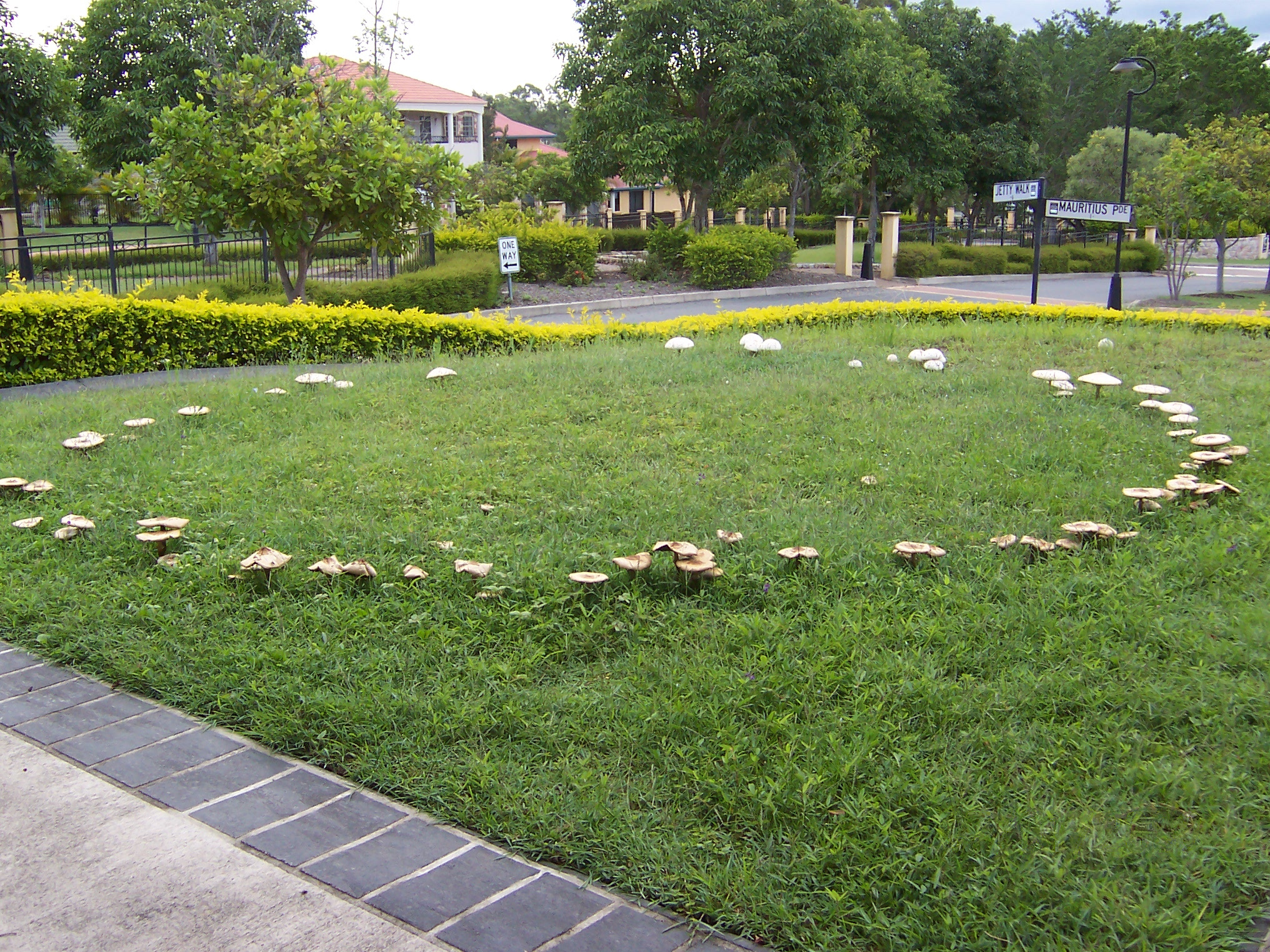
Feen- oder Hexenring

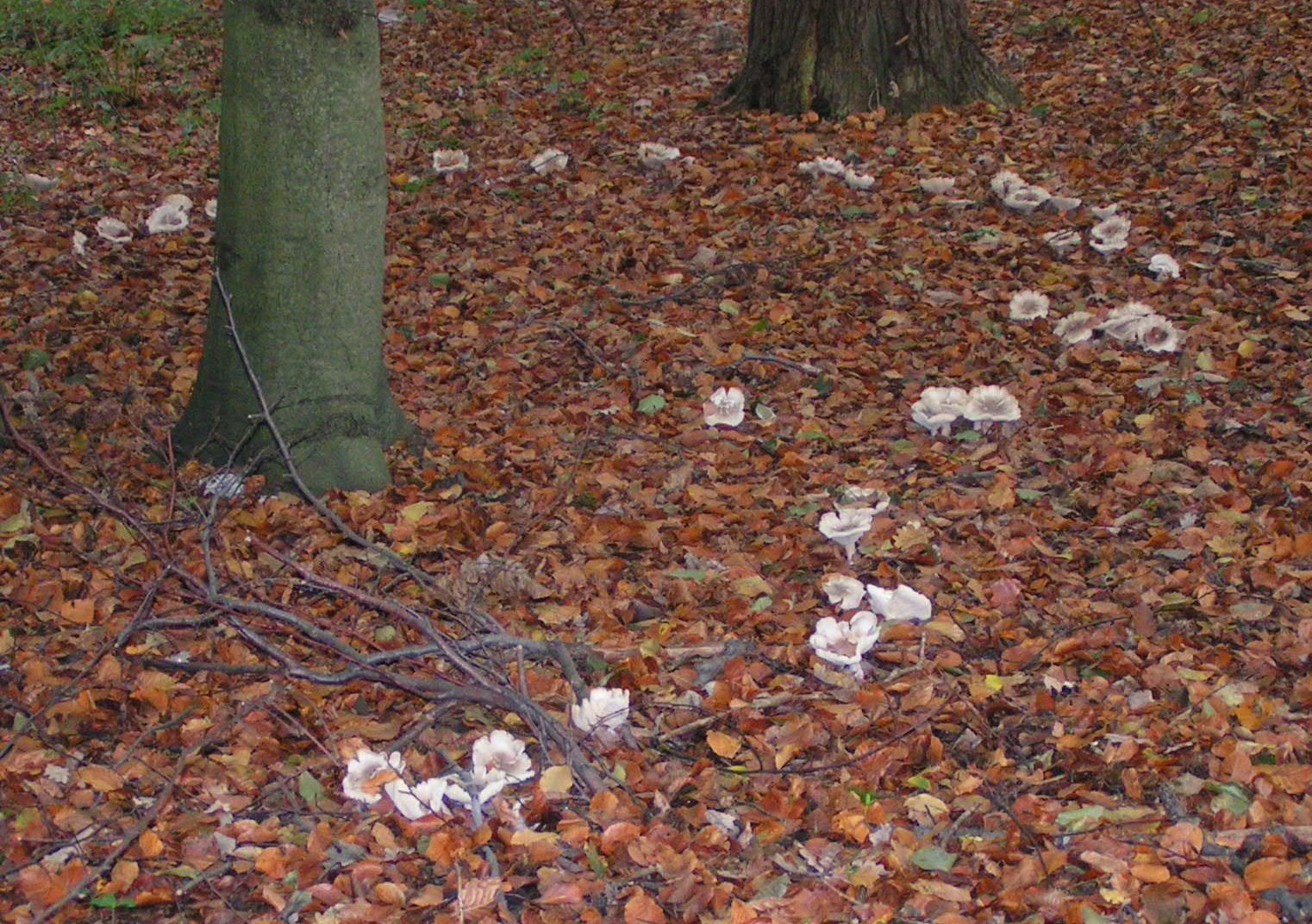
Hexenring von Pilzen

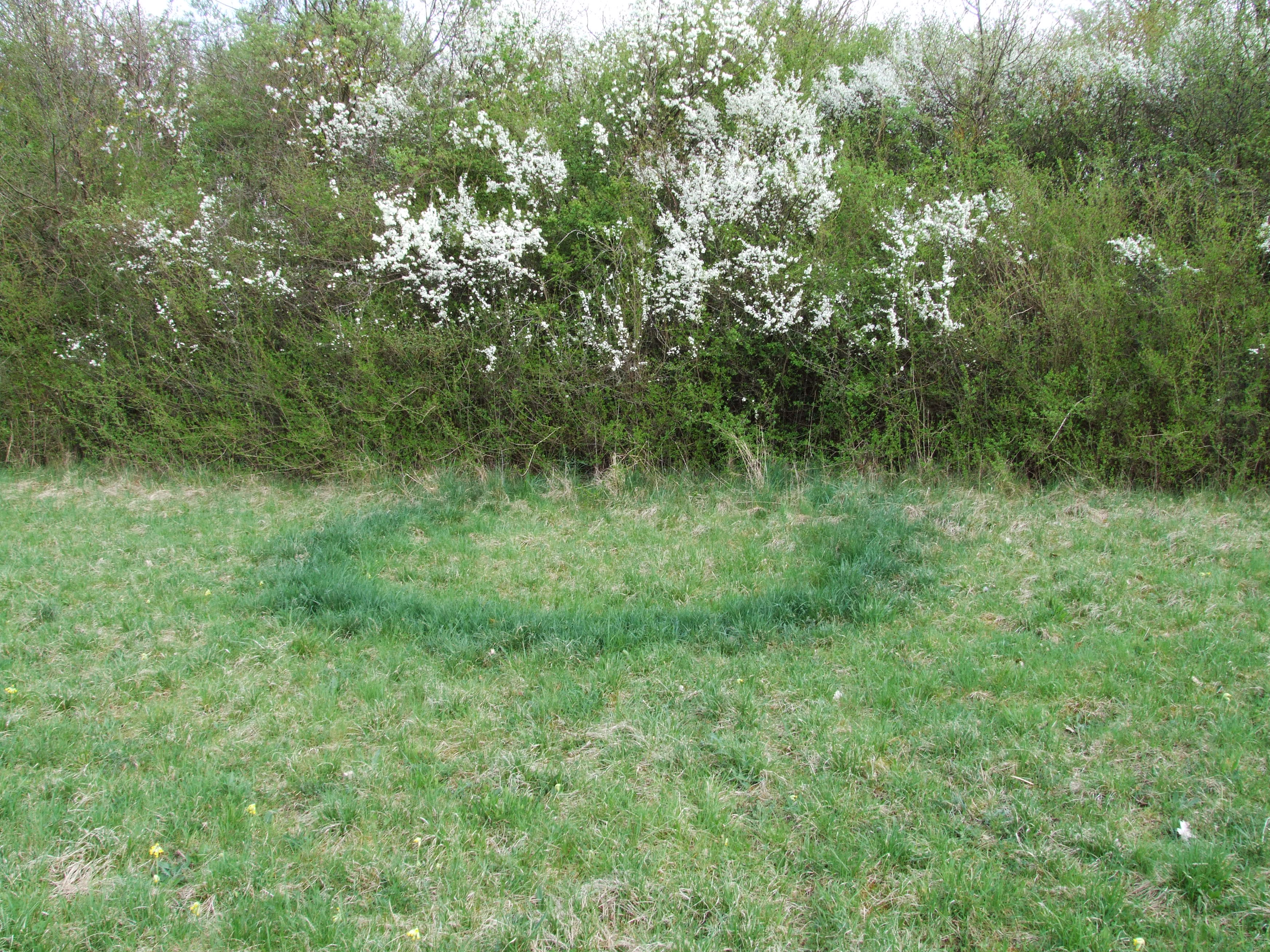
Hexenring auf einer Wiese am Sperrberg, Niedergailbach

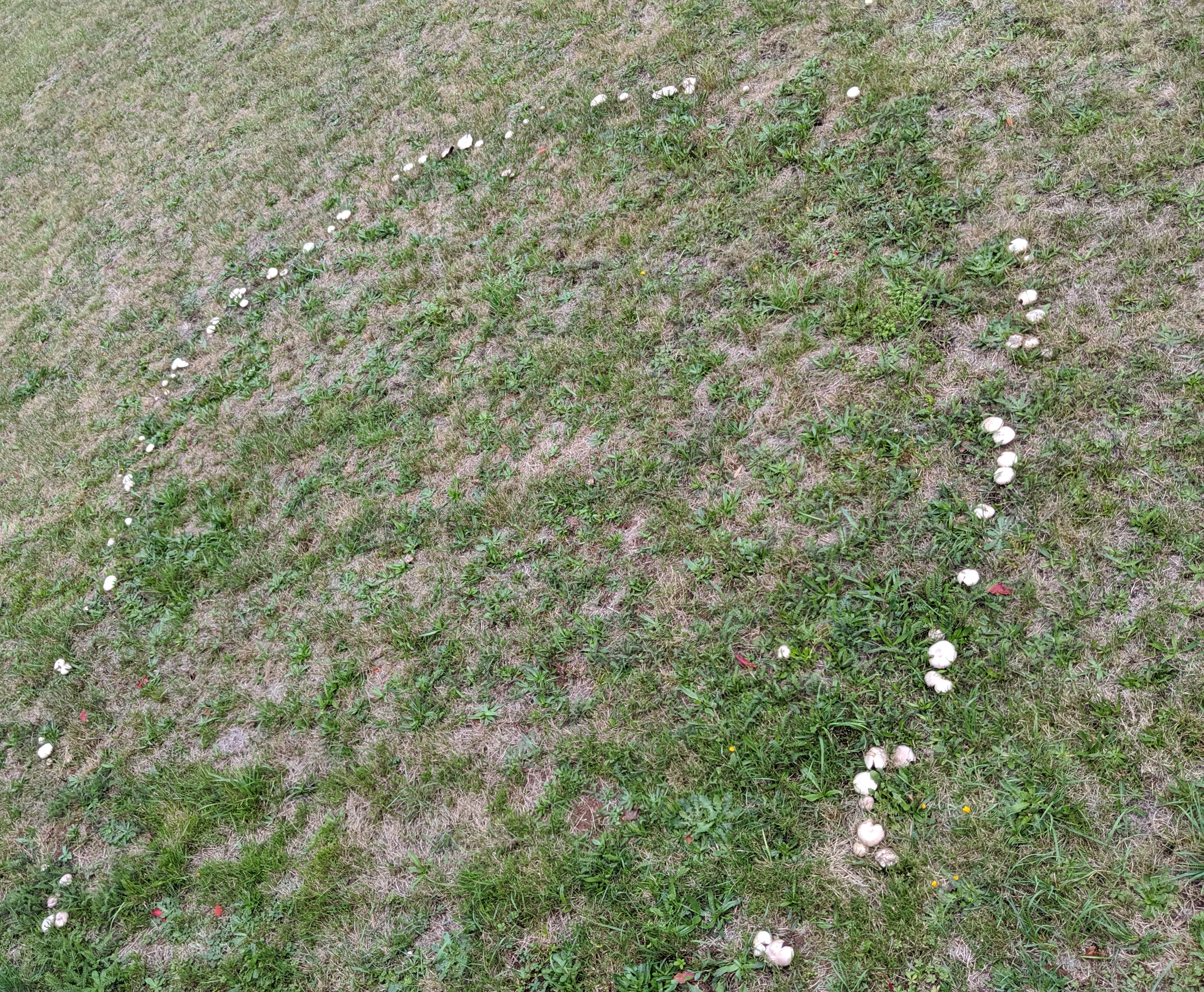
Hexenring auf einer Wiese nahe Gelnhausen (Hessen, Deutschland)

Als Hexenringe oder Feenringe werden halbrunde oder runde Wuchsbilder von Pilz-Fruchtkörpern bezeichnet, die dadurch entstehen, dass das Myzel eines Pilzes in alle Richtungen gleich schnell wächst. Die Durchmesser dieser Gebilde können altersabhängig sehr groß werden. Hexenringe werden von verschiedenen Pilz-Arten an ganz unterschiedlichen Standorten gebildet.
Am Ende der Myzelfäden bildet sich das, was der Volksmund als „Pilz“ bezeichnet, der sichtbare Fruchtkörper. Da mit der Zeit die Nährstoffe im Boden im inneren Bereich der „kreisförmigen Pilzansammlung“ zur Neige gehen, stirbt das Myzel dort ab und übrig bleibt eine ringförmige Struktur, der sogenannte Hexenring. In der Regel ist ein Hexenring daher ein einziger Organismus. Bei günstigen Bedingungen kann das Myzel sehr schnell Fruchtkörper bilden, somit können solche Ringe buchstäblich über Nacht entstehen. Im Allgemeinen haben Hexenringe Durchmesser von 20 cm bis zu einigen Metern. Der größte bisher entdeckte Ring maß etwa 600 Meter im Durchmesser. In Europa können bei mehr als 60 der bekannten Pilzarten solche Ringstrukturen vorkommen.
Auf Rasen verursachen die Pilze häufig ganzjährig sichtbare Verfärbungen, weshalb Hexenringe auch zu den Rasenkrankheiten gezählt werden.

## Etymologie

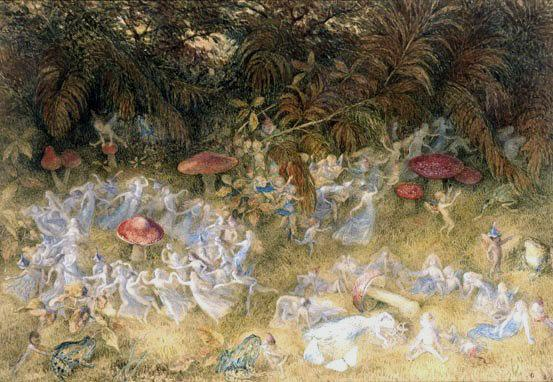
Richard Doyle: Fairy Rings and Toadstools, 1875

Der Name Hexenring oder Feenring geht auf den Volksglauben zurück, da man in diesen runden Formen Versammlungsorte der Hexen oder Feen sah, deren Betreten magisch oder verboten war. Wachstumsorte besonderer Pflanzen, zum Beispiel solcher mit speziellen Heileigenschaften, werden in den verschiedenen Kulturen mit Geistwesen verbunden.

## Sonstiges
Vor allem in Namibia sind auch sogenannte Feenkreise beobachtet worden. Dabei handelt es sich nicht um Kreise sichtbarer Pilzfruchtkörper, sondern um Ringstrukturen höherer Pflanzen, zumeist von Gräsern. Sehr wahrscheinlich geht das kahle Innere der Kreise auf die Tätigkeit der Sandtermiten Psammotermes allocerus zurück, die im Umfeld ihres Nestes das Gras abfressen.
Stephan Getzin von der Abteilung für Ökosystemmodellierung an der Universität Göttingen vertritt die Theorie, die Feenkreise in Namibia entstünden durch Wasserknappheit. Durch eine kreisförmige, ein ideales Verhältnis von Umfang zu Fläche bildende, Verteilung der umstehenden Gräser nutzten diese gemeinsam das verfügbare Wasser in den tieferen Erdschichten im Inneren des Feenkreises. Diese Anpassung an die äußeren Einflüsse sei durchaus als eine Art Schwarmintelligenz zu bezeichnen.
Des Weiteren werden manchmal auch kreisförmig ausgetretene Grasnarben als Hexenringe bezeichnet, die in der Brunftzeit der Rehe entstehen können, wenn der Rehbock die Ricke treibt. Allerdings sind diese nur selten genau kreisförmig.
Feenringe sind aber auch außerhalb der Pilzvegetation zu beobachten, z. B. beim Küstenmammutbaum (Sequoia sempervirens). Stirbt ein Baum ab und fällt um oder aber wird gerodet, dann brechen viele Sprossen spontan aus und entwickeln sich um den Umfang des Baumstamms. Innerhalb kurzer Zeit nach dem Austrieb entwickelt jeder Spross sein eigenes Wurzelsystem, wobei die dominanten Sprosse einen Baumring um die Wurzelkrone oder den Stammstumpf bilden. Dieser Baumring wird ebenfalls als Feenring bezeichnet.

## Bilder

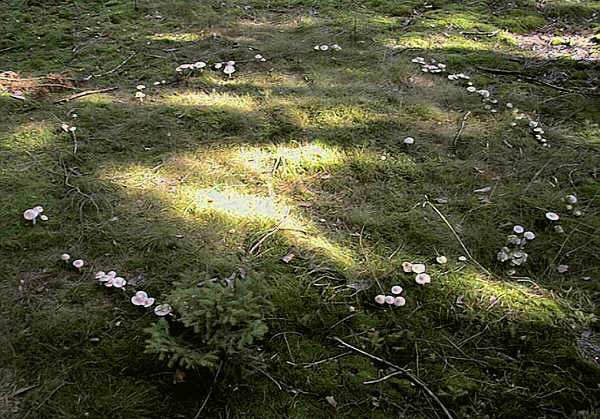
Hexenring von Pilzen
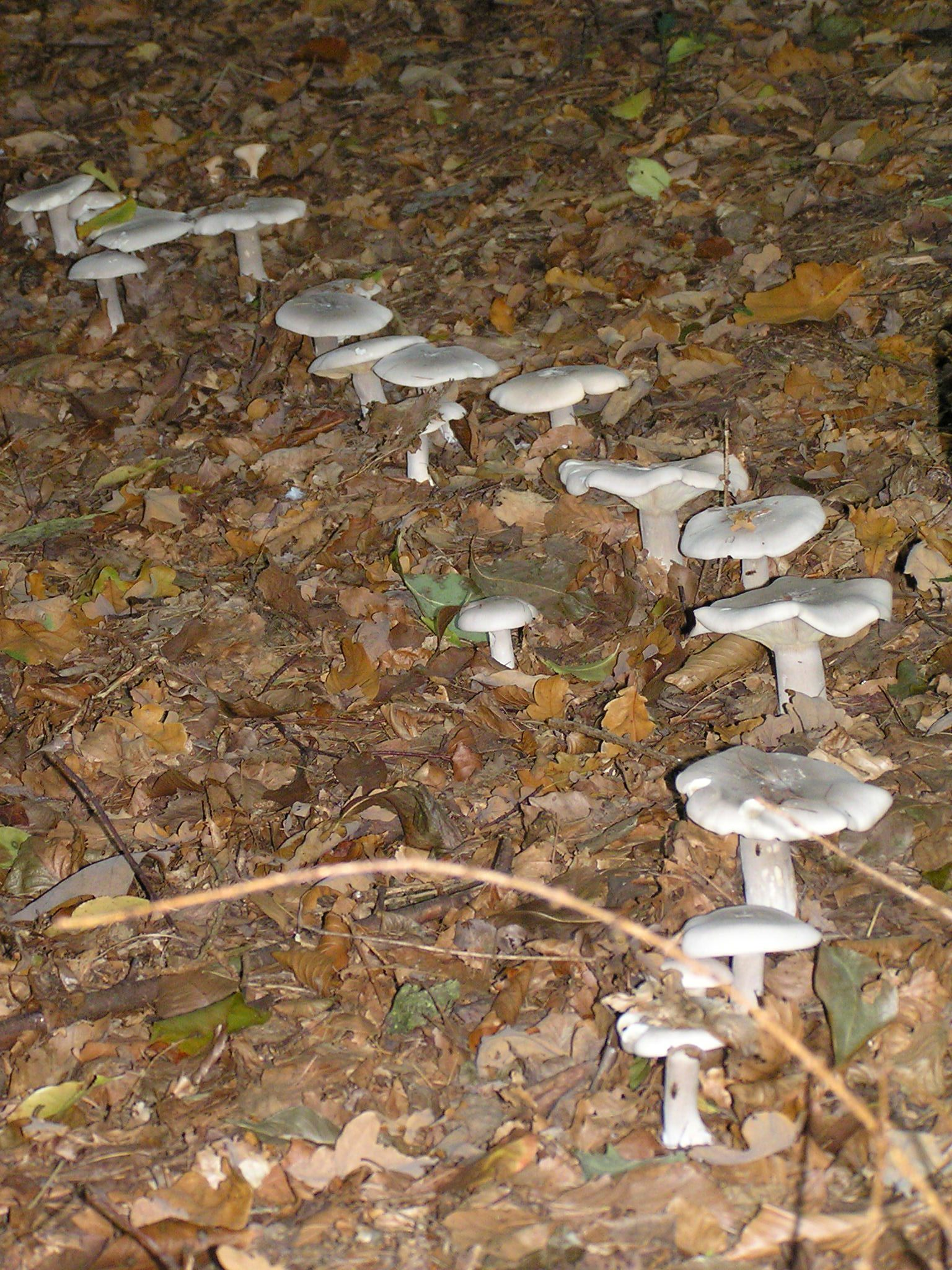
Teil eines Hexenrings der Nebelkappe
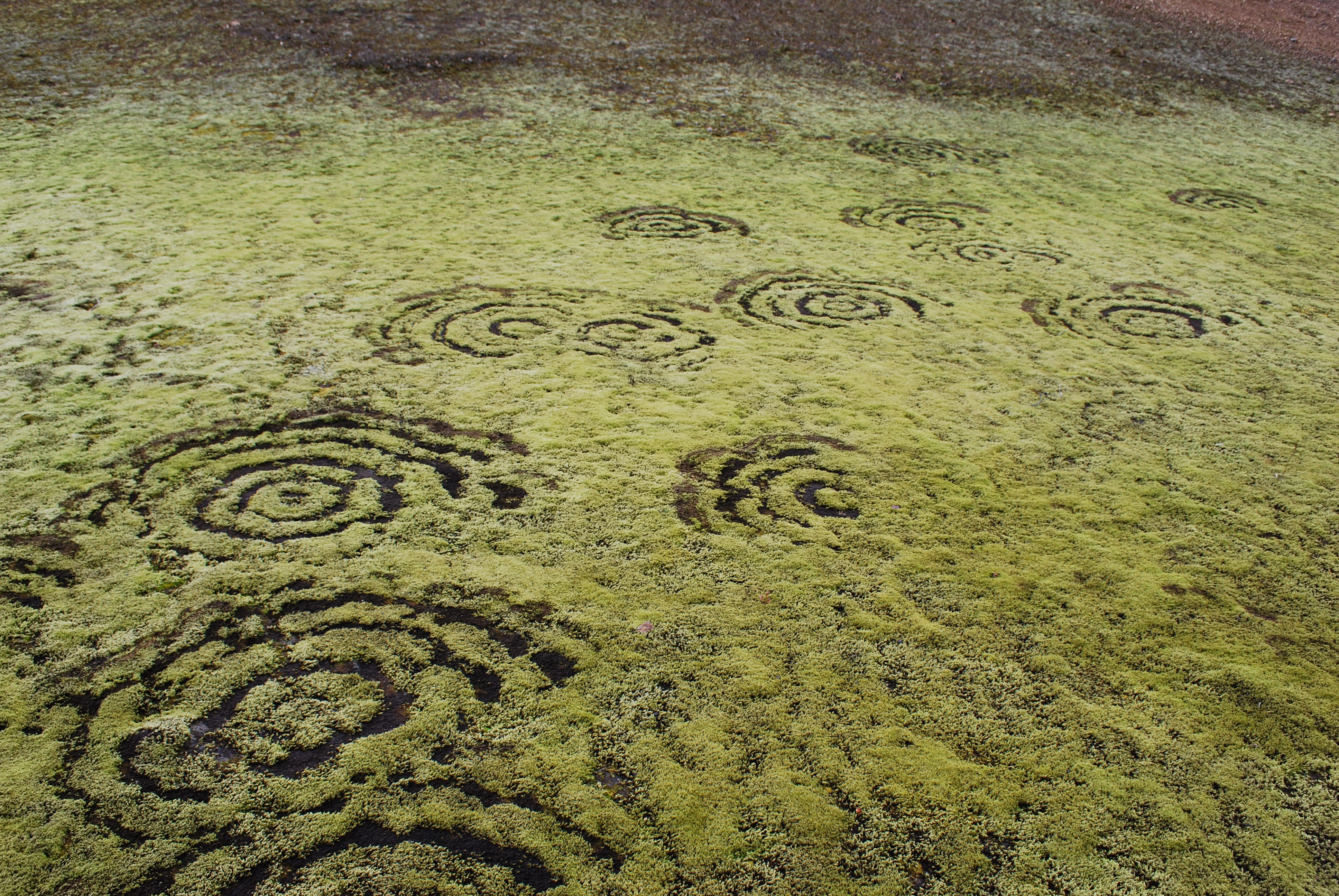
Feenringe auf Island
Großer Hexenring im Harz

## Hexenring bildende Arten

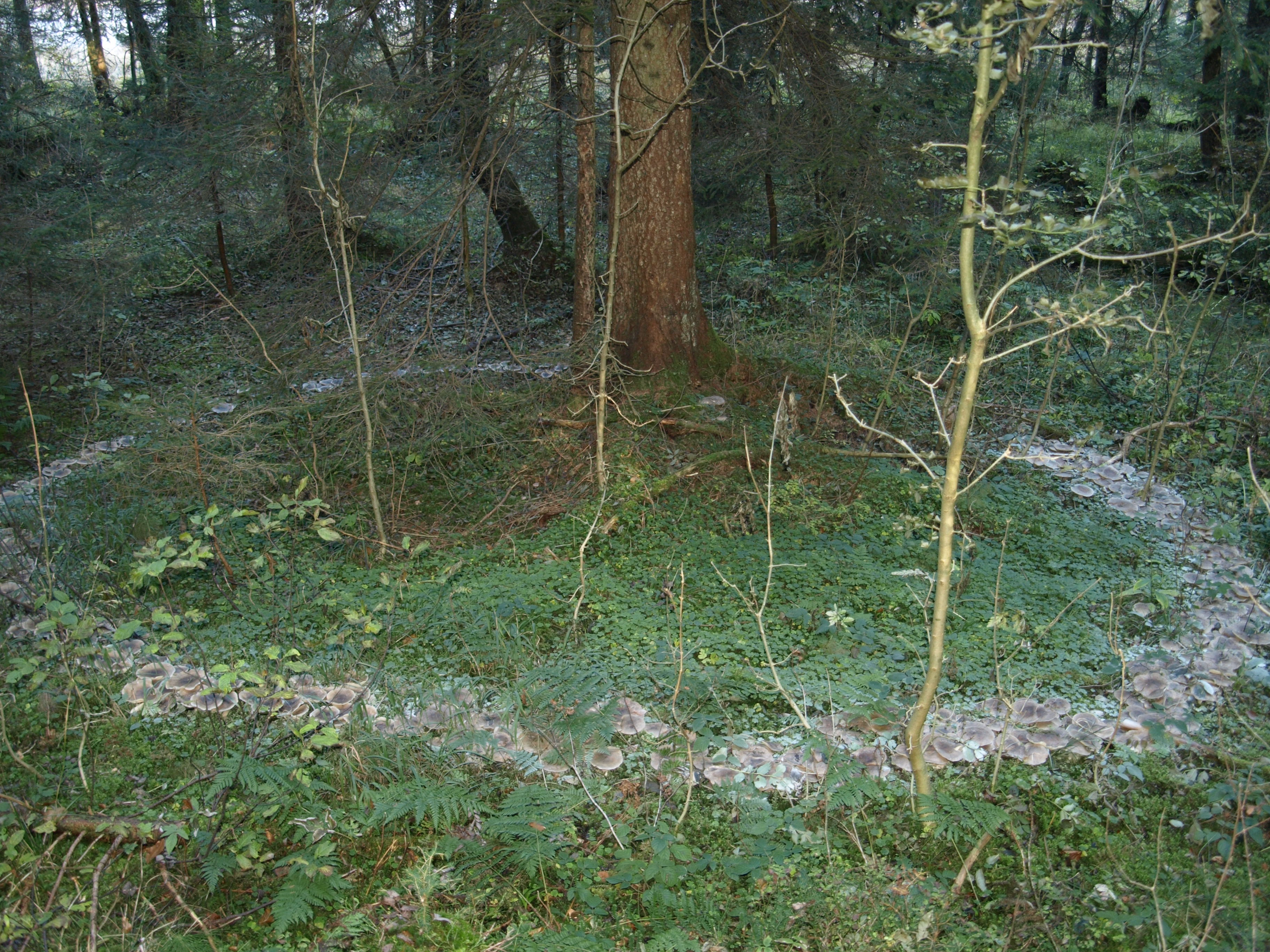
Hexenring des Nebelgrauen Trichterlings

Es sind etwa 60 Pilzarten bekannt, die zu Hexenringen wachsen.
Einer der größten jemals entdeckten Hexenringe wurde nahe Belfort in Frankreich gefunden. Dieser von Mönchsköpfen gebildete Ring hat einen Durchmesser von ungefähr 600 Meter und das Alter wird auf über 700 Jahre geschätzt. In den South Downs im Süden von England gibt es große Hexenringe aus Maipilzen, deren Alter auf mehrere hundert Jahre geschätzt wird.
Nachfolgend eine Auswahl einiger Arten, die im Hexenring wachsen können:
- Weißer Anis-Champignon (Agaricus arvensis)[8]
- Wiesen-Champignon (Agaricus campestris)[9]
- Agaricus praerimosus[6]
- Früher Ackerling (Agrocybe praecox)
- Fliegenpilz (Amanita muscaria)[10]
- Grüner Knollenblätterpilz (Amanita phalloides)
- Perlpilz (Amanita rubescens)
- Braunsporiger Zwergbovist (Bovista dermoxantha)[11]
- Maipilz (Calocybe gambosa)[12]
- Violetter Stäubling (Calvatia cyathiformis)[6]
- Riesenbovist (Calvatia gigantea)[13]
- Echter Pfifferling (Cantharellus cibarius)[14]
- Feld-Trichterling (Clitocybe quisquiliarum)
- Nebelgrauer Trichterling (Clitocybe nebularis)[15]
- Violetter Rötelritterling (Clitocybe nuda)[16]
- Rinnigbereifter Trichterling (Clitocybe rivulosa)
- Chlorophyllum molybdites
- Gemeiner Safranschirmling (Chlorophyllum rhacodes)
- Cortinarius bellus[17]
- Reihiger Klumpfuß (Cortinarius glaucopus)[18]
- Dunkelvioletter Schleierling (Cortinarius violaceus)[19]
- Dung-Teuerling (Cyathus stercoreus)[20]
- Disciseda subterranea[6]
- Riesen-Rötling (Entoloma sinuatum)[21]
- Schweinsohr (Gomphus clavatus)[22]
- Wohlriechender Schneckling (Hygrophorus agathosmus)
- Orange-Schneckling (Hygrophorus abieticola)[23]
- Geflecktblättriger Purpurschneckling (Hygrophorus russula)[24]
- Mönchskopf (Infundibulicybe geotropa)
- Fuchsiger Rötelritterling (Paralepista flaccida)[25]
- Schmutziger Rötelritterling (Lepista sordida)[26]
- Riesen-Krempentrichterling (Aspropaxillus giganteus)
- Lycoperdon curtisii[11]
- Flaschen-Stäubling (Lycoperdon perlatum)[6]
- Gemeiner Riesenschirmling (Macrolepiota procera)[13]
- Nelken-Schwindling (Marasmius oreades)[6]
- Habichtspilz (Sarcodon imbricatus)
- Butterpilz (Suillus luteus)
- Strohblasser Ritterling (Tricholoma album)
- Rötender Erd-Ritterling (Tricholoma orirubens)
- Tiger-Ritterling (Tricholoma pardinum)[27]
- Matsutake (Tricholoma matsutake)
- Gemeiner Erd-Ritterling (Tricholoma terreum)[13]
- Perigord-Trüffel (Tuber melanosporum)[6]